# Slavey (Sprache)
Slavey (auch Slave) (ausgesprochen: /ˈsleɪ̯.vi/) ist eine athapaskische Sprache, die von den Slavey-Indianern in Kanada gesprochen wird. Es gibt North Slavey (Sahtu) und South Slavey (Deh Cho)
In älterer Literatur wurde der Name der Sprache Slave genannt; jedoch verursachten die Assoziationen zusammen mit der Aussprache des Homonyms slave (das letzte e sollte gesprochen werden) den Wechsel zu Slavey.
Die Sprache kann mit Hilfe der Silbenschrift der Cree oder dem Lateinischen Alphabet geschrieben werden.
Slavey war die Sprache, die von der fiktionalen Bande in der kanadischen TV-Serie North of 60 verwendet wurde.